# Geranoaetus
Geranoaetus är ett släkte med hökar inom ordningen hökfåglar som idag omfattar tre arter, alla med utbredning i Sydamerika:
- Vitstjärtad vråk (Geranoaetus albicaudatus) (Vieillot, 1816)
- Rödryggig vråk (Geranoaetus polyosoma) (Quoy & Gaimard, 1824)
- Svartbröstad vråk (Geranoaetus melanoleucus) (Vieillot, 1816)

Länge var släktet monotypiskt med enbart arten svartbröstad vråk, men genetiska studier visar att de två övriga arterna, tidigare placerade i släktet Buteo, är närbesläktade.